# 李福男
李福男（1555年6月28日—1597年8月16日），字綏甫，本貫羽溪李氏，朝鮮王朝的武官，萬曆朝鮮之役期的朝鮮將領之一。諡忠壯。

## 生平
朝鮮之役中1593年5月他爲忠清道防禦。《日本戰史‧朝鮮役》所載，此時明將劉綎五千屯星州八莒、王必迪兵數未詳屯慶州（一說尚州）、吳惟忠五千屯善山鳳溪、祖承訓、李寧、葛逢夏兵數未詳屯居昌、查大受、骆尚志、宋大斌六千屯南原。朝鮮將領有金命元、李薲、宣居宜由慶尚道、黃進、李福男由忠清道、 權慄由全羅道在宜寧、昌寧集結約五萬兵力。
1597年八月十三日，由宇喜多秀家、小西行長、島津義弘等所率領的五萬大軍來到南原城外，因為漆川梁海戰中朝鮮水軍的覆沒導致南朝鮮的防線開始崩潰，而南原周圍的朝鮮守軍也陸續逃離崗位。 南原頓時成為孤城，內中的守軍以楊元所率領的3000明軍為主，李福男等韓將亦率領5000朝鮮軍駐守在此。在三天圍城後南原守軍不支而被攻破，楊元率領少數隨從成功突圍，而諸位韓將則全數陣亡。
其中楊元曾邀李福男與其一起突圍然而被嚴正拒絕。楊元雖然成功突圍回到漢城。